# فيتال كينيه

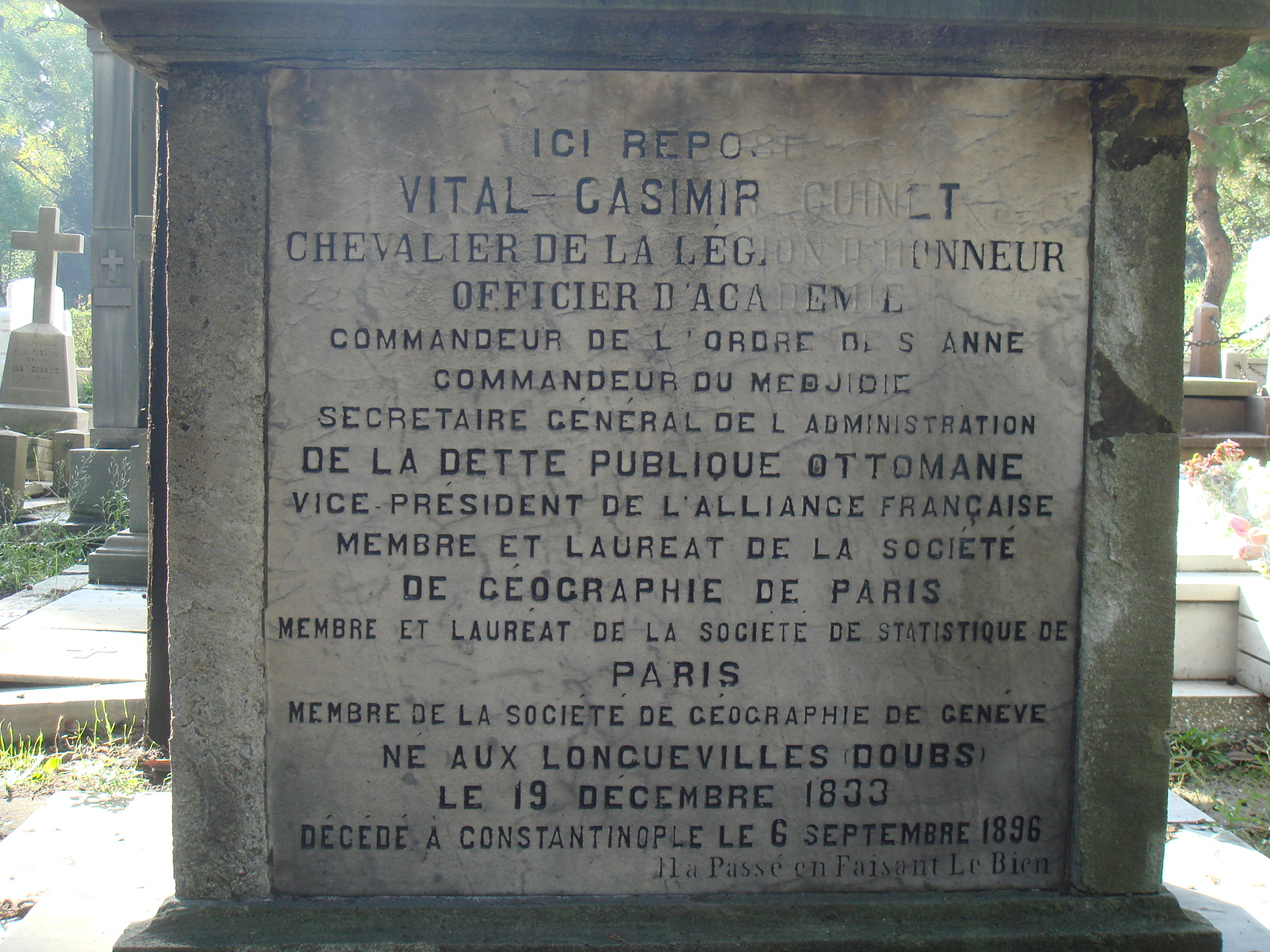
قبر كینیه في الأستانة.

فیتال كینیه (1833 - 1896 م) هو مستشرق وجغرافي فرنسي.
من أهم اثاره كتاب «تركيا في آسيا» (بالفرنسية: La Turquie d'Asie)‏ والذي يتناول فيه الوضع الاجتماعي والاقتصادي للدولة العثمانية في آسيا.